# Notiogyne
Notiogyne is een geslacht van spinnen uit de familie hangmatspinnen (Linyphiidae).

## Soorten
De volgende soorten zijn bij het geslacht ingedeeld:
- Notiogyne falcata Tanasevitch, 2007